# Willis O'Brien
Pour les articles homonymes, voir O'Brien.
Willis H. O'Brien (1886 - 1962) est un cinéaste américain, un des pionniers des effets spéciaux cinématographiques, célèbre notamment pour ceux de King Kong.

## Biographie
Né le 2 mars 1886 à Oakland (Californie), il enchaîne d'abord les petits boulots. Parfois il sert de guide pour des paléontologues, d'autre fois il conçoit des figurines en argile.
Il se retrouve ensuite dessinateur de bandes sportives pour le San Francisco Daily News puis sculpteur de marbre professionnel, avant de s'intéresser au cinéma en imaginant des boxeurs de pâte à modeler qu'il fait bouger image par image. Après avoir tourné un petit film test d'une minute mettant un homme des cavernes aux prises avec un dinosaure, il parvient à convaincre Herman Woober, un producteur de San Francisco, de lui produire son premier film, The Dinosaur and the Missing Link (Le Dinosaure et le chaînon manquant, 1917) dans lequel un brontosaure attaque un homme préhistorique. Il est ensuite engagé par Edison Studios pour réaliser des courts métrages sur le thème de la Préhistoire. 
Il entame sa carrière à Hollywood avec Le Monde perdu en 1925, un film inspiré de l'œuvre d'Arthur Conan Doyle et mettant en scène là encore des dinosaures. C'est un énorme succès, autant public que critique. Les années qui suivent s'avèrent néanmoins difficiles en raison de la récession économique qui touche les États-Unis, et plusieurs de ses projets resteront lettre morte, faute de trouver un financement.
Bien que son film de 1931, Creation, ne soit jamais terminé, il s'avère une source d'inspiration décisive pour ce qui est considéré comme son travail le plus célèbre, l'animation du  gorille de King Kong (1933).
En 1949, il remporte le premier Oscar des meilleurs effets visuels pour Monsieur Joe, film pour lequel il se fait seconder par son protégé (et successeur), Ray Harryhausen.
O'Brien épouse Hazel Ruth Collette en 1925 et divorce en 1930. Ils ont deux fils, William et Willis Jr, mais en 1933 durant le tournage du Fils de King Kong, Hazel, en pleine crise de démence, tue les deux enfants avant de retourner l'arme contre elle. Elle survit mais meurt peu après de cancer et de tuberculose.
O'Brien meurt le 8 novembre 1962 à Los Angeles, laissant veuve sa seconde femme, Darlyne Prenett (1909-1984). En 1997, il se voit attribuer une décoration posthume pour l'ensemble de sa carrière, décernée par la International Animated Film Society (Société Internationale du Film d'Animation).

## Filmographie

### Courts métrages muets
- 1915 : Morpheus Mike
- 1915 : The Dinosaur and the Missing Link (A Prehistoric Tragedy)
- 1916 : R.F.D., 10,000 B.C.
- 1916 : Prehistoric Poultry
- 1917 : The Birth of a Flivver
- 1917 : Curious Pets of our ancestors
- 1918 : The Ghost of Slumber Mountain

### Longs métrages
- 1925 : Le Monde perdu (The Lost World)
- 1931 : Creation (inachevé)
- 1933 : King Kong
- 1933 : Le Fils de King Kong (Son of Kong)
- 1935 : The Last Days of Pompeii
- 1936 : Le Danseur pirate (Dancing Pirate)
- 1940 : Tulips Shall Grow
- 1949 : Monsieur Joe (Mighty Joe Young) d'Ernest B. Schoedsack
- 1952 : This is Cinerama
- 1956 : The Beast of Hollow Mountain
- 1956 : The Animal World
- 1957 : Le Scorpion noir (The Black Scorpion)
- 1959 : Behemoth the Sea Monster
- 1960 : Le Monde perdu (The Lost World)
- 1963 : Un monde fou, fou, fou, fou (It's a Mad Mad Mad Mad World)

## Anecdotes
- Il était surnommé O'Bie par ses amis et ses proches.
- Pour préparer son travail sur King Kong, il étudia les mouvements de gorilles dans des zoos, et s'intéressa également à d'autres animaux de grande taille afin de trouver l'inspiration pour les dinosaures. Il assista par ailleurs à des matchs de catch pour mieux imaginer les combats entre ces créatures préhistoriques gigantesques.
- Ce n'est que le jour où il reçut la toute première copie de King Kong qu'il remarqua que la fourrure du gorille bougeait, sa main déplaçant les poils à chaque manipulation de la miniature. Comme il devait montrer ce jour-là son travail au producteur, il craignit que celui-ci remarque son erreur et se débarrasse de lui. Mais le producteur fut au contraire très impressionné par le souci du détail de l'animateur qui avait songé (pensait-il) à faire bouger la fourrure du gorille dans le vent !
- Parmi ses films inachevés, on peut signaler The War Eagles (Les aigles de guerre), où des Vikings volent sur des aigles géants pour combattre des monstres préhistoriques.